# Lake of Tears
Lake of Tears – szwedzka metalowa grupa muzyczna.

## Muzycy

### Obecny skład zespołu
- Daniel Brennare – wokal, gitara (1994 - )
- Mikael Larsson – gitara basowa (1994 - )
- Johan Oudhuis – perkusja (1994 - )
- Magnus Sahlgren – gitara prowadząca (jako gość w 1999 / oficjalnie w latach 2004 - )

### Byli członkowie zespołu
- Jonas Eriksson – gitara rytmiczna (1994–1997)
- Christian Saarinen – instrumenty klawiszowe (1999–2000)
- Ulrik Lindblom – gitara (1997–1999)

## Dyskografia

### Albumy studyjne
- Greater Art (1994)
- Headstones (1995)
- A Crimson Cosmos (1997)
- Forever Autumn (1999)
- The Neonai (2002)
- Black Brick Road (2004)
- Moons and Mushrooms (2007)
- Illwill (2011)[4]
- Ominous (2021)

### Kompilacje i single
- Lady Rosenred (1997)
- Sorcerers (2002)
- Greatest Tears vol. I (2004)
- Greatest Tears vol. II (2004)